# Honti Rezső
Honti Rezső, születési nevén Hermann Manó Rezső (Budapest, 1879. június 30.  – Budapest, 1956. március 30.) magyar nyelvész, irodalomtörténész, műfordító, Honti János folklorista apja, Honti Nándor festő testvére. Sógorai Gerő Ödön, Szilágyi Géza és Pariss Pál.

## Életpályája
Hermann Adolf (1836–1918) építési vállalkozó, mérnök és Fuchs Leonóra fia. Tanulmányait a budapesti és több külföldi egyetemen végezte. 1900-ban bölcsészdoktori, 1901-ben tanári diplomát szerzett. 1900-tól budapesti középiskolai tanár, 1909-től egyúttal az olasz nyelv lektora a  Magyar Királyi József Műegyetemen. A Tanácsköztársaság idején a francia és olasz nyelvészet előadója volt a Budapesti Tudományegyetemen. 1920 után ebből az állásából eltávolították, majd középiskolai tanári állásából is elbocsátották. Ettől kezdve főként nyelvórák adásával, továbbá francia, olasz, spanyol, angol és orosz nyelvkönyvek írásával és szótárak szerkesztésével foglalkozott. A második világháború után különböző egyetemeken, főiskolákon és tanfolyamokon oktatta az orosz nyelvet. Magyarra fordított Puskin, Gogol, Tolsztoj, Csehov, Maupassant, valamint olasz, arab és perzsa írók munkáiból.
Felesége Szendrői Irma (1886–1974) volt, Szendrői Mór kereskedelmi és iparkamarai elnök és Weisz Ida lánya.

## Főbb művei
- Égi szerelem (Fra Jacopone da Todi) (Budapest, 1901)
- Dante (Budapest, 1921)
- Italienische Elementargrammatik  (Heidelberg)